# Мартиничка ара
Мартиничка ара или наранџастотрба ара (лат. Ara martinica) јесте хипотетичка изумрла врста аре која је можда живела на острву Мартиник у Малим Антилима, у источном Карипском мору. Научно ју је описао Волтер Ротшилд, 2. барон Ротшилд|Walter Rothschild, 2nd Baron Rothschild|en 1905. године, на основу описа плавих и наранџасто-жутих ара из тридесетих година 17. века, који је забележио Шаблон:Iw. Ниједан други доказ о њеном постојању није познат, али је могуће да је приказана на једној слици из 1626. године. Неки аутори су сугерисали да су посматране птице заправо биле плаво-жуте аре (Ara ararauna). Црвенорепа плаво-жута ара (Ara erythrura), још једна врста коју је Ротшилд именовао 1907. на основу извештаја из 1658, сматра се идентичном мартиничкој ари, уколико је иједна од њих икада постојала.
Мартиничка ара је једна од 13 изумрлих врста ара за које се претпоставља да су живеле на карипским острвима. Многе од ових врста данас се сматрају сумњивим; само три су познате на основу физичких остатака, а данас на острвима нема ендемских ара. Аре су често транспортоване између карипских острва и јужноамеричког копна како у праисторијско, тако и у историјско доба, па је стога тешко утврдити да ли се ондашњи извештаји односе на увезене или на домаће врсте.

## Таксономија
Мартиничку ару је научно описао британски зоолог Волтер Ротшилд, 2. барон Ротшилд|Walter Rothschild, 2nd Baron Rothschild|en 1905. године, као нову врсту у роду ара Anodorhynchus: A. martinicus. Врста је била заснована искључиво на извештају француског свештеника Шаблон:Iw из тридесетих година 17. века о плавим и наранџасто-жутим арама са острва Мартиник у Малим Антилима. Ротшилд је врсту прекласификовао као Ara martinicus у својој књизи из 1907. године, Шаблон:Iw, која је такође садржала и реконструкцију птице холандског уметника Џона Џерарда Којлеманса. Мартинички амазонац (Amazona martinicana) са истог острва такође је заснован искључиво на савременом опису, а многе наводно изумрле врсте папагаја са карипских острва именоване су на основу тако оскудних доказа.
Оно што је Бутон описао вероватно ће остати мистерија, али предложене су различите теорије. Године 1906, италијански зоолог Томазо Салвадори приметио је да мартиничка ара личи на плаво-жуту ару (Ara ararauna) са копна Јужне Америке и да је можда реч о истој птици. Године 1936, кубански научник Марио Санчез Роиг тврдио је да је пронашао препарирани примерак мартиничке аре, који је наводно сакупљен 1845. године. Након прегледа исте године, амерички орнитолог Џон Т. Зимер показао је да је у питању подвала, комбинација патагонијске аратинге (Cyanoliseus patagonus) и репа голуба.
Амерички орнитолог Џејмс Гринвеј је 1958. године користио исправљен назив Ara martinica и сугерисао да је Бутонов опис могао бити заснован на птици у заточеништву, напомињући да нема других извештаја о сличним арама са острва. Ипак, истакао је да слика Едвардсов додо, коју је 1626. насликао холандски уметник Рулант Савери, приказује неколико птица, укључујући плаво-жуту ару која се разликује од копнене птице по томе што има жута доња покровна пера репа уместо плавих, али порекло ове аре је непознато. Друга ара на слици можда је такође изумрла гваделупска ара (Ara guadeloupensis). Године 1987, амерички орнитолог Ноел Ф. Р. Снајдер и његове колеге такође су сматрали да мартиничка ара вероватно представља копнене плаво-жуте аре, али су спекулисали да је на острву можда живела слабо позната ара која никада није именована. Ово су засновали на описима ара непознатог порекла француског пастора Шаблон:Iw, чије се перје не подудара са другим врстама из региона (једна бледожута са црвеним репом и једна црвена, бела, плава, зелена и црна).
Ротшилдова прекласификација врсте Anodorhynchus martinicus у род Ara 1907. године довела је до забуне све до 2001, када су амерички орнитолози Метју Вилијамс и Дејвид Стедман претпоставили да се та два назива односе на одвојене птице. Мартиничка ара се такође назива и наранџастотрба ара. Организација за заштиту птица Birdlife International нема унос за мартиничку ару, али је она поменута у уносу за гваделупску ару (која се и сама сматра непризнатом). Међународна унија за заштиту природе (IUCN) сматрала је ове две врсте могуће идентичним у свом уносу за гваделупску ару.
У чланку из 1905. у којем је именовао мартиничку ару, Ротшилд је такође именовао и врсту Anodorhynchus coeruleus, наводно са Јамајке. Специфично име coeruleus на латинском значи „азурноплав”. Салвадори је такође довео у питање ову врсту 1906. године, јер није био сигуран на шта је Ротшилд мислио. У својој књизи Изгубљене птице из 1907, Ротшилд је одговорио Салвадорију и појаснио да је његов први опис био погрешан, јер је погрешно протумачио стари опис. Преименовао је ару у Ara erythrura, на основу описа Де Рошфора из 1658, који је описао сатенски плаве и жуте папагаје са црвеним реповима, и признао да је њено порекло непознато. Такође је укључио и Којлемансову илустрацију овог папагаја. Ротшилд је даље тврдио да су две велике, наводно плаве и жуте аре које је на Јамајци видео извесни велечасни Комард 1842. године, морале припадати овој врсти. Специфично име erythrura је грчког порекла и значи „црвенорепа”. Ова врста је касније добила народна имена као што су црвенорепа плаво-жута ара и сатенска ара.
Гринвеј је сугерисао да је Рошфоров опис сумњив, јер он никада није посетио Јамајку и чини се да је свој извештај засновао на опису француског калуђера Жан-Батиста ди Тертра. Ако ишта, сматрао је да је назив млађи синоним од A. martinica. Британски орнитолози Џулијан П. Хјум и Мајкл Волтерс су се 2012. сложили да, ако је иједна од ових птица икада постојала, Ara erythrura је вероватно била идентична мартиничкој ари, и сматрали су тадашње описе обе птице неадекватним. Орнитолози Џејмс В. Вајли и Гај М. Кирван су 2013. сугерисали да, ако је на Мартинику постојала било која врста аре, назив Ara martinica је најприкладнији за употребу, пошто се аре из рода Anodorhynchus не јављају нигде у близини Западних Индија, док се аре из рода Ara јављају на суседном јужноамеричком копну. Друге сличне плаво-жуте аре, као што је „велика ара” (Psittacus maximus cyanocroceus), такође су забележене на Јамајци.

### Изумрли сродници са Кариба
Познато је да су аре транспортоване између карипских острва и са копна Јужне Америке, како у историјским временима од стране Европљана и домородаца, тако и у праисторијским временима од стране Палеоамериканаца. Папагаји су били важни у култури домородачких Кариба, трговало се њима између острва, и били су међу поклонима понуђеним истраживачу Кристифору Колумбу када је стигао на Бахами 1492. године. Због тога је тешко утврдити да ли се бројни историјски записи о арама на овим острвима односе на посебне, ендемске врсте, пошто су могли бити засновани на одбеглим јединкама или дивљим популацијама страних ара познатих врста које су тамо допремљене. Претпоставља се да је на острвима живело чак 13 изумрлих врста ара. Само три ендемске карипске врсте ара познате су на основу физичких остатака: кубанска ара (Ara tricolor) позната је из 19 музејских примерака и субфосила, сенткројска ара (Ara autochthones) позната је само из субфосила, а гваделупска ара је позната из субфосила и извештаја. Данас нема преосталих ендемских карипских ара; вероватно су их људи довели до изумирања у историјским и праисторијским временима.
Многе хипотетичке изумрле аре засноване су само на тадашњим извештајима, али се те врсте данас сматрају сумњивим. Неколико њих је почетком 20. века именовао Ротшилд, који је имао тенденцију да именује врсте на основу мало опипљивих доказа. Између осталих, црвеноглава ара (Ara erythrocephala) и јамајканска црвена ара (Ara gossei) именоване су на основу извештаја о арама на Јамајци, а доминиканска зелено-жута ара (Ara atwoodi) је наводно била са Доминике. За љубичасту ару (Anodorhynchus purpurascens), која је именована на основу извештаја о плавим папагајима наводно са Гваделупа, данас се сугерише да је заснована на референцама о гваделупском амазонцу (Amazona violacea).
Помињане су и друге врсте ара, али многе никада нису добиле научна имена или се сматрају синонимима других врста. Вилијамс и Стедман су бранили валидност већине именованих карипских врста ара и написали да је свако веће и мање антилско острво вероватно имало своју ендемску врсту. Орнитолози Сторс Олсон и Едгар Маиз Лопез су 2008. године изразили сумњу у валидност хипотетичких ара и у то да су сва антилска острва некада имала ендемске врсте, али су написали да би острво Хиспаниола било највероватније место за постојање још једне врсте аре због велике површине, иако описи или остаци такве врсте нису познати. Написали су да је таква врста могла бити доведена до изумирања пре доласка Европљана. Идентитет и распрострањеност домородачких ара на Карибима вероватно ће бити даље разјашњени тек кроз палеонтолошка открића и испитивање савремених извештаја и уметничких дела.

## Савремени описи
Бутонов опис мартиничке аре из тридесетих година 17. века, преведен са француског:
Аре су два или три пута веће од осталих папагаја, [и] имају перје много другачије боје: оне које сам видео имају плаво и наранџасто-жуто (шафран) перје. Такође уче да говоре и имају добро тело.
Следи превод француског описа врсте Ara erythrura Де Рошфора из 1658:
Међу њима има неких које имају главу, горњу страну врата и леђа сатенски небеско плаве боје; доња страна врата, стомак и доња површина крила су жути, а реп је потпуно црвен.
Упркос чињеници да је реп врсте Ara erythrura описан као потпуно црвен, илустрација у Ротшилдовој књизи Изгубљене птице приказивала је плави врх, на шта се амерички орнитолог Чарлс Волас Ричмонд пожалио у свом приказу књиге.